# Ivan Hippolyte
Ivan Hippolyte (ur. 7 października 1964) – utytułowany holenderski kick-bokser wagi superśredniej. Po zakończeniu zawodniczej kariery w 2000 roku został trenerem. Wśród jego podopiecznych jest m.in. trzykrotny mistrz K-1 WGP Remy Bonjasky.

## Osiągnięcia
- mistrz świata WKA w savate
- 1986: mistrz Europy w savate
- 1988: mistrz świata WKA w kick-boxingu w wadze półśredniej
- 1990: mistrz świata WMTA w boksie tajskim (74 kg)
- 1994: K-3 Holland GP – 1. miejsce
- 1995: mistrz K-3 Grand Prix
- 1995-1996: mistrz świata WMTC w boksie tajskim w wadze średniej